# Tampereen Pyrintö (basket)
Tampereen Pyrintö är en basketsklubb från Tammerfors i Finland som fungerar som idrottsklubben Tampereen Pyrintö basketssektion.
Pyrintös basketssektion grundades år 1941. Klubben har både herr- och damlag. Herrlaget, som spelar i Korisliiga, har vunnit tre finländska mästerskap och finländska cupen två gånger. Damlaget har vunnit åtta finländska mästerskapen, och finländska cupen en gång.

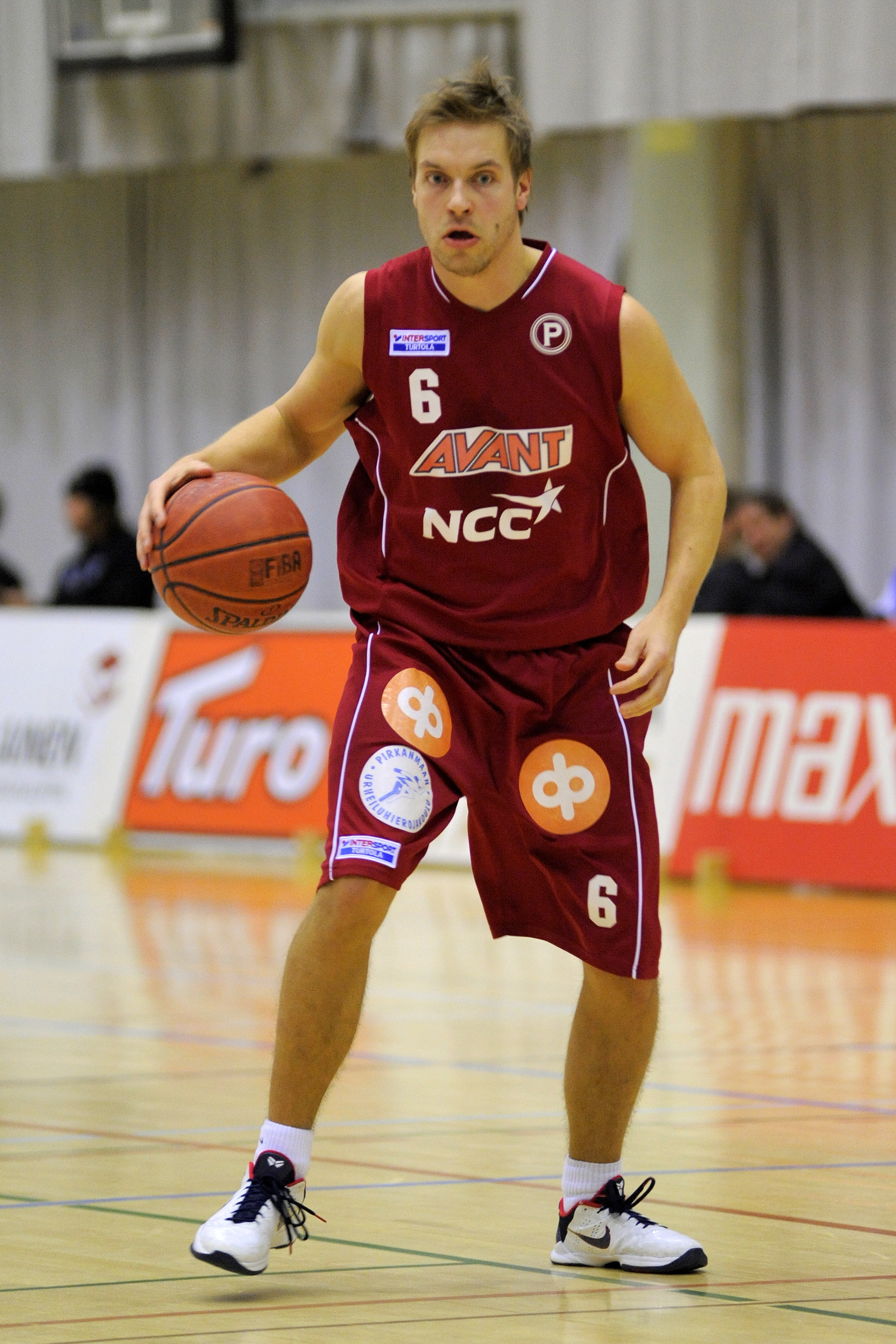
Med Pyrintö vann spelaren Joni Harjula två guldmedaljer i Korisliiga.